# Corcondray
Corcondray é uma comuna francesa na região administrativa de Borgonha-Franco-Condado, no departamento de Doubs. Estende-se por uma área de 5,38 km². Em 2010 a comuna tinha 144 habitantes (densidade: 26,8 hab./km²).